# Наватехарес
Наватехарес (ісп. Navatejares) — муніципалітет в Іспанії, у складі автономної спільноти Кастилія-і-Леон, у провінції Авіла. Населення — 80 осіб (2010).
Муніципалітет розташований на відстані близько 160 км на захід від Мадрида, 80 км на південний захід від Авіли.
На території муніципалітету розташовані такі населені пункти: (дані про населення за 2010 рік)
- Кабесас-Альтас: 4 особи
- Кабесас-Бахас: 0 осіб
- Наватехарес: 76 осіб

## Демографія
Динаміка населення (INE ):